# Chizzy Akudolu
Andrea Chizoba "Chizzy" Akudolu (nascida em 7 de outubro de 1973)[carece de fontes?] é uma atriz britânica, que participou da série de televisão Jinx. Também conhecida pela sua aparição no Holby City.